# Handbal Club Olva Brugge
Actualités
Le HC Olva Brugge est un club de handball, situé à Bruges dans la Province de Flandre-Occidentale en Belgique, Le club évolue actuellement en Liga Est.

## Histoire
Le HC Olva Brugge fut fondé en ?, il obtient donc le matricule 415.